# Razloženo naselje
Razloženo naselje  je vrsta podeželskega naselja. Značilno je, da obstaja več posameznih domačij, ki so raztresene po celotnem območju.